# Sharp County
Sharp County är ett administrativt område i delstaten Arkansas, USA. År 2010 hade countyt 17 264 invånare. Den administrativa huvudorten (county seat) är Ash Flat. 

## Geografi
Enligt United States Census Bureau har countyt en total area på 1 570 km². 1 565 km² av den arean är land och 5 km² är vatten.

### Angränsande countyn
- Oregon County, Missouri - nord
- Randolph County - nordöst
- Lawrence County - sydöst
- Independence County - syd
- Izard County - sydväst
- Fulton County - nordväst

### Städer och samhällen
- Ash Flat (huvudort, delvis i Fulton County)
- Cave City (delvis i Independence County)
- Cherokee Village (delvis i Fulton County)
- Evening Shade
- Hardy (delvis i Fulton County)
- Highland
- Horseshoe Bend (delvis i Fulton County, delvis i Izard County)
- Sidney
- Williford